# Señorita (canción de Justin Timberlake)
«Señorita» es el cuarto y último sencillo del álbum debut del cantante estadounidense Justin Timberlake, titulado Justified. Lanzado en 2003 y producido por The Neptunes, la canción tiene una influencia hispana en su título, su ritmo y los instrumentos musicales utilizados para realizarla.
En Estados Unidos alcanzó el número 27 en el Billboard Hot 100 y el número 5 en el Mainstream Top 40. Llegó al número 10 en el Top 40 Tracks y al número 29 en el Rhythmic. 
En el Reino Unido alcanzó el número 13 en septiembre de 2003. En Irlanda llegó al número 15 y en Nueva Zelanda alcanzó el número 4 y permaneció allí durante dos semanas. En Australia, alcanzó el número 6 y en Países Bajos llegó al puesto 8.

## Video Musical
El video musical de "Señorita" fue dirigido por Paul Hunter.  El video fue filmado en julio de 2003 en un club de Los Ángeles. Cuenta con cameos de Pharrell Williams y Chad Hugo. El actor Owen Wilson y su entonces novia, Carolina Cerisola, también aparecen en el video. En 2004, el video fue nominado para un MTV Video Music Award en la categoría de Mejor Video Masculino.

## Posicionamiento en listas
| Lista(2003)                                 | Máxima posición |
| ------------------------------------------- | --------------- |
| Alemania (Offizielle Deutsche Charts)       | 51              |
| Australia (ARIA)                            | 6               |
| Australia (ARIA Urban Singles)              | 1               |
| Austria (Ö3 Austria Top 40)                 | 61              |
| Bélgica (Flandes) (Ultratop 50)             | 15              |
| Bélgica (Valonia) (Ultratip Bubbling Under) | 3               |
| Dinamarca (Tracklisten)                     | 13              |
| Escocia (Scottish Singles Sales Chart)      | 13              |
| Estados Unidos (Billboard Hot 100)          | 27              |
| Estados Unidos (Dance/Mix Show Airplay)     | 17              |
| Estados Unidos (Mainstream Top 40)          | 5               |
| Estados Unidos (Rhythmic)                   | 29              |
| Francia (SNEP)                              | 41              |
| Irlanda (IRMA)                              | 15              |
| Italia (FIMI)                               | 37              |
| Nueva Zelanda (Recorded Music NZ)           | 4               |
| Países Bajos (Dutch Top 40)                 | 8               |
| Países Bajos (Mega Single Top 100)          | 26              |
| Reino Unido (UK Singles Chart)              | 13              |
| Reino Unido (UK R&B Chart)                  | 5               |
| Suecia (Sverigetopplistan)                  | 29              |
| Suiza (Schweizer Hitparade)                 | 42              |